# باش‌تپه (صندوق‌لی)
باش‌تپه (به ترکی استانبولی: Baştepe) یک منطقهٔ مسکونی در ترکیه است که در صندوق‌لی واقع شده‌است.